# نصرت الفارسي
الأستاذ نصرة أو نصرت بن رفعت بن علي بن محمد برتو الفارسي هو سياسي عراقي شغل مناصب وزارية في العهد الملكي في العراق، ولد في سنة 1894 في بغداد، وتوفي عام 1979.

## عائلته
هو نصرت بن رفعت بن علي بن محمد برتو الفارسي، لقبت عائلته بالفارسي لأن جده محمد برتو تولى مهنة كاتب الفارسية في ولاية بغداد في عهد الوالي داود باشا، ويرجع أصل عائلته إلى القفقاس.

## سيرته
درس في مدرسة ابتدائية في محلة جديد حسن باشا، ثم دخل الإعدادية، وقبل في مدرسة الحقوق عام 1910 وتخرج منها عام 1914 رغم إنه لم يكمل الدراسة فيها، فعند قيام الحرب العالمية الأولى استدعي لخدمة الاحتياط، ولكونه لم يكمل الامتحان اعتبر متخرجا.
خدم ضابطا في الجيش العثماني وأسرته القوات البريطانية عام 1916 في فلسطين ونقل إلى معسكرات الاعتقال في مصر وأطلق سراحه عام 1919. عاد إلى بغداد وعمل محاميا حتى عام 1924.
وهو من كبار رجال القانون في العراق، انتخب نقيباً للمحامين العراقيين سنة 1940,1941.
فاز في انتخابات الدورة الأولى لمجلس النواب عام 1925 عن لواء ديالى، ثم شغل مناصب نيابية ووزارية مختلفة في الحكومات العراقية المتعاقبة، بالإضافة لشغله منصب مدير عام العدلية سنة 1928
ومنصب ممثل العراق في عصبة الامم المتحدة في العامين 1937 و 1938 ومنصب وزير مفوض في أنقرة في أيار 1943.
انتخب عضوا عاملا في المجمع العلمي العراقي عام 1948.
يذكر أنه فصل من الوظيفة مرتين، الأولى سنة 1939 وقد أعيد إلى الخدمة في 25 كانون الثاني 1939. وكان من أسباب ذلك غضبه الشديد وعدم قبوله ما يفرض عليه، والمرة الثانية فصل إثر قيام ثورة 14 تموز 1958 لكونه من رموز العهد الملكي.

## كتب عنه
- آراء ومواقف نصرت الفارسي في مجلس النواب العراقي إبان الدورة الانتخابة الأولى (1925-1928)، د. جواد كاظم أحمد، قسم التاريخ، كلية التربية، الجامعة المستنصرية[2]
- نصرت الفارسي ودوره السياسي في العراق 1894 - 1958، رسالة ماجستير قدمها عباس كاظم جابر إلى كلية التربية في الجامعة المستنصرية عام 2011.[6]